# Думбравени (Констанца)
Думбравени (рум. Dumbrăveni) насеље је у Румунији у округу Констанца у општини Думбравени. Oпштина се налази на надморској висини од 132 m.

## Становништво
Према подацима из 2002. године у насељу је живело 614 становника, од којих су сви румунске националности.

### Хронологија
| Година       | 1992 | 1993 | 1994 | 1995 | 1996 | 1997 | 1998 | 1999 | 2000 | 2001 | 2002 | 2003 | 2004 | 2005 | 2006 | 2007 | 2008 | 2009 | 2010 | 2011 | 2012 | 2013 | 2014 | 2015 | 2016 | 2017 |
| ------------ | ---- | ---- | ---- | ---- | ---- | ---- | ---- | ---- | ---- | ---- | ---- | ---- | ---- | ---- | ---- | ---- | ---- | ---- | ---- | ---- | ---- | ---- | ---- | ---- | ---- | ---- |
| Становништво | 559  | 557  | 557  | 554  | 548  | 565  | 580  | 575  | 586  | 580  | 592  | 578  | 603  | 587  | 595  | 593  | 618  | 619  | 599  | 590  | 600  | 599  | 579  | 568  | 555  | 546  |